# Droga magistralna A12 (Litwa)
Droga magistralna A12 (lit. Magistralinis kelias A12) – droga magistralna na Litwie kontynuująca bieg łotewskiej drogi magistralnej A8 z Rygi przez Janiszki, Szawle, Kielmy, Taurogi do granicy litewsko-rosyjskiej, gdzie przechodzi w drogę A216 prowadzącej w kierunku Królewca. Droga jest częścią trasy europejskiej E77.